# Sonnet 100

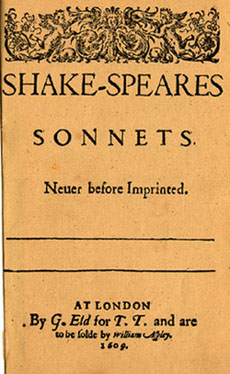
Sonnetten van Shakespeare, 1609

Sonnet 100 van William Shakespeare maakt deel uit van een reeks van 126 Fair Youth-sonnetten waarbij de dichter een knappe jongeman toespreekt. In totaal schreef Shakespeare 154 sonnetten, die voor het eerst werden gepubliceerd in 1609. In Sonnet 100 beklaagt de dichter zich dat zijn muze opgedroogd is. Om haar weer te 'activeren' roept de dichter de muze op om het gelaat van zijn geliefde te aanschouwen.

## Shakespeares tekst
| Sonnet 100 Where art thou, muse, that thou forget'st so long To speak of that which gives thee all thy might? Spend'st thou thy fury on some worthless song, Dark'ning thy power to lend base subjects light? Return, forgetful muse, and straight redeem In gentle numbers time so idly spent; Sing to the ear that doth thy lays esteem And gives thy pen both skill and argument. Rise, resty muse, my love's sweet face survey If time have any wrinkle graven there. If any, be a satire to decay And make time's spoils despisèd everywhere. Give my love fame faster than time wastes life; So, thou prevene'st his scythe and crookèd knife. |

## Vertaling
Waar ben je toch, Muze, die zo lang zweeg,
Over dat wat je die inspiratie geeft?
Houd jij je bezig met een waardeloos lied,
Je talent verspillend aan zo'n onwaardig doel?
Keer terug, vergeetachtige Muze, en herstel
Wat je zo lang verwaarloosd hebt.
Zing voor het oor dat je echt kan waarderen,
En voor de pen die je talenten recht doet.
Sta op, Trage Muze, en bewonder het gelaat van mijn geliefde,
Mocht je daar een rimpel van de tijd ontwaren,
Maak dan een satire over het verval,
Zorg dat het werk van de tijd overal veracht wordt.
Geef mijn geliefde roem, sneller dan de tijd leven verspilt,
Weerhoud zijn zeis ervan te maaien

## Analyse
Shakespeares sonnetten zijn voornamelijk geschreven in een metrum genaamd jambische pentameter, een rijmschema waarin elke regel bestaat uit tien lettergrepen. De lettergrepen zijn verdeeld in vijf paren, jamben genoemd, waarbij elk paar begint met een onbeklemtoonde lettergreep.
In dit sonnet verwijt de dichter de muze dat zij haar inspiratie verspild heeft aan triviale liedjes en hem droog heeft laten zitten. Het gedicht gaat dus blijkbaar over een schrijversblok waar mogelijk Shakespeare zelf onder geleden heeft. Dat blijft natuurlijk speculatie. De muze die hij aanspreekt is de (Griekse) godin van de poëzie aan wie dichters hun inspiratie toeschreven. "Spend'st thou thy fury" in het gedicht heeft betrekking op de furor poeticus, die gelijkstond aan goddelijke inspiratie van zieners en profeten. Mogelijk refereert "worthless song" aan Shakespeares eigen toneelstukken, die hier minder verheven geacht worden. Om de "trage muze" weer in beweging te krijgen moet zij het gezicht van de mooie jongeling bewonderen, dan komt de inspiratie weer.